# Vestereng
Vestereng er et eng- og skovområde i Aarhus N beliggende syd for Skejby og nord for Christiansbjerg.
Der foregår mange aktiviteter i området, men Vestereng har ikke desto mindre et rigt dyre- og planteliv med i alt 315 arter observeret, hvoraf nogle stykker endog er sjældne eller relativt sjældne i Danmark. Det gælder især insekter.
Umiddelbart vest for Vestereng ligger det nye storsygehus Aarhus Universitetshospital, Skejby, som er under etablering. Mod sydvest på den anden side af boligkvarteret Rydevænget ligger de grønne områder Marienlystparken og Brendstrup Skov - et af Aarhus kommunes nyere skovarealer.

## Historie
Navnet Vestereng stammer tilbage fra 1683, hvor området nævnes i den lokale markbog.  I 1790'erne byggede A.J. Secher, ejer af Kjærbygaard, nogle gårdbygninger, som blev brugt i herregårdens produktion frem til 1939, hvor Aarhus Kommune overtog arealerne.  I 1943 opførte den tyske marine et ammunitionsdepot bestående af 10 betonbunkers til opbevaring, samt 4 maskingeværbunkers til nærforsvar. Disse bunkers ligger i dag i skovstykket i den østlige del af Vestereng. Efter befrielsen i 1945 blev området overtaget af garnisonen, sidenhen af (dragonerne) og senest af hjemmeværnet, der brugte skydebanerne på området. Skydebanerne er sidenhen blevet anvendt privat, hvorved der er blevet afholdt nationale skydestævner.

### Koncerter
Vestereng har dannet ramme for flere store koncerter med navne som Metallica, The Police og country-stjernen Alan Jackson.  Desuden har Vestereng af flere omgange været hjemmebane for Grøn Koncert i Aarhus, sidste koncert i 2013.  Koncertpladsen kunne rumme op til 55.000 tilskuere.
Selvom engen har kunnet trække mange store navne til, besluttede Aarhus Kommune, at pladsen ikke længere skulle være koncertsted, hvilket skyldtes klager fra det nærliggende Aarhus Universitetshospital, Skejby over støjproblemer og problemer med adgangen for ambulancer i forbindelse med de store events. Fra 2021 bliver en del af området Eskelunden i Aarhus syd afsat som event- og koncertplads, for bl.a. Northside Festival

## Aktiviteter
Vestereng blev frem til 2013 brugt som koncert- og cirkusplads, men fungerer nu som hundeskov, hvor Århus civile Hundeførerforening har hjemsted. Vestereng bliver også brugt af liverollespilsforeningen Einherjerne; en af Danmarks ældste foreninger indenfor liverollespil, der bruger området til deres månedelige rollespilskampagne "Første Søndag". Aarhus Motor Klub (AMK) har i 25 år haft motocrossbane i området, men aktiviteten er tilsyneladende stoppet nu og overtaget af Aarhus Dirt Jump Park (under DGI).
På nogle af de nu nedlagte militære skydebaner er der etableret Beach Park Aarhus; et område med 19 beachvolleybaner, administreret af Aarhus Beachvolley Club.
Der er desuden anlagt disc golf mål/baner i skoven.

## Ekstern henvisning
- Kort over Vestereng Arkiveret 11. marts 2014 hos  Wayback Machine

- Wikimedia Commons har flere filer relateret til Vestereng

56°11′12″N 10°10′47″Ø / 56.18667°N 10.17972°Ø